# Exestuberis gracilis
Exestuberis gracilis är en stekelart som beskrevs av Wang och Yue 1995. Exestuberis gracilis ingår i släktet Exestuberis och familjen brokparasitsteklar. Inga underarter finns listade i Catalogue of Life.